# 大泰司紀之
大泰司 紀之（おおたいし のりゆき、1940年 - ）は、日本の哺乳類学者。元酪農学園大学教授(環境システム学部生命環境学科)、北海道大学名誉教授。ニホンジカを中心とする資源保全学/形態・構造/生物多様性・分類/ を専門に研究をおこなった。

## 人物
1940年旧満洲国生まれ。1964年北海道大学獣医学部獣医学科卒、1964年-1971年北海道大学助手、1971年-1980年北海道大学講師、1980年-1995年北海道大学助教授、1995年-2004年北海道大学教授。
1996年日本解剖学会評議員、2001年野生動物医学会評議員、1996年日本獣医学会評議員、1995年野生生物保護学会理事。
書籍等出版物として、「中国鹿類動物(華東師範大学出版社) 1992年」「歯の比較解剖学(医歯薬出版株式会社)1989年」「中国の野生哺乳動物[日本語・中国語・英語の3ヵ国語で出版](中国林業出版社)2000年」などがある。
所属学会は日本解剖学会、日本野生動物医学会、歯科基礎医学会、日本哺乳類学会、日本獣医学会、日本畜産学会、日本生態学会、化石研究会、日本文化財科学会、野生生物保護学会、北海道畜産草地学会。
1978年6月、「ニホンジカ(Cervus nippon)の齢査定法と年齢に関する研究」で北海道大学より獣医学博士の学位を取得。

## 著書
- Darling, F. Fraser 大泰司紀之訳 (1973), アカシカの群れ, 世界動物記シリーズ 3, 思索社
- 大泰司紀之 (1986), 後藤仁敏; 大泰司紀之, eds., 歯の比較解剖学, 医歯薬出版, ISBN 4263400704
- 大泰司紀之; 中川元 (哺乳類学者) (1988), 知床の動物 : 原生的自然環境下の脊椎動物群集とその保護, 北海道大学図書刊行会, ISBN 4832992414
- 大泰司紀之 (1988), 日本産ニホンジカ(Cervus nippon)における地理的変異の要因分析に関する研究, [北海道大学歯学部]
- 盛和林; 大泰司紀之; 陸厚基 (1999), 中国野生哺乳動物, 中国林業出版社, ISBN 750382073X
- 盛和林; 大泰司紀之; 陸厚基 (2000), 中国の野生哺乳動物, 中国林業出版社, ISBN 7503825030
- 大泰司紀之; 梶光一; 間野勉 (1990), 世界のシカ・クマ保護管理の現状とエゾシカ・ヒグマ保護管理の将来方向 : シカ・クマ国際フォーラム北海道1990報告書, 野生生物情報センター

## 論文
- 国立情報学研究所収録論文 国立情報学研究所
- SUGIMURA Makoto; FURUHATA Kitao; OHTAISHI Noriyuki; KUDO Norio; MIFUNE Yoshikatsu (1965), “PECULIAR NUCLEAR INCLUSION, NUCLEOLOID BODY, IN LYMPHOCYTES”, Japanese Journal of Veterinary Research (北海道大学) 13 (3):  96-"103-14", ISSN 00471917
- 鈴木正嗣; 梶光一; 山中正実; 大泰司 紀之, “北海道東部産のエゾシカ(Cervus nippon yesoensis Heude, 1884)胎子における胎齢推定, 受胎日変異および外部形態の発達過程”, The journal of veterinary medical science	09167250	社団法人日本獣医学会	1996 58:  6
- 大沼学; 高橋裕史; 中村友香; 田中純平; 淺野玄; 松井基純; 釣賀一二三; 鈴木正嗣; 梶光一; 大泰司紀之, “凍結乾燥塩酸メデトミジンを利用したエゾシカ(Cervus nippon yesoensis)の化学的不動化(外科学)”, Japanese journal of zoo and wildlife medicine
- 太田 遥; 星野 仏方; 梶 光一; 伊吾田 宏正; 吉田 剛司; 大泰司 紀之; Ganzorig S. (2009), “青海チベット高原横断鉄道周辺に生息する野生動物のインベントリ調査及びチベットアンテロープの移動パターン”, 酪農学園大学紀要. 自然科学編 (酪農学園大学) 34 (1):  23-33
- 仲澤 峻; 劉 楚光; マナエワ カリーナ; 星野 仏方; 伊吾田 宏正; 吉田 剛司; 金子 正美; 梶 光一; 姜 兆文; 浅川 満彦; 本川 雅治; 亀山 哲; 大泰司 紀之; 増田 隆一; 馬合木堤 哈力克; 呉 暁民; スミヤ ガンゾリグ (2012), “衛星追跡によるチベットアンテロープ(Pantholops hodgsonii)の季節移動に対する鉄道の影響について : ─生物多様性保全のための野生動物と家畜の両立を目指して─”, 酪農学園大学紀要. 自然科学編 (酪農学園大学) 37 (1):  61-70

## 賞詞
- 日本哺乳類学会賞（第3回）：2010年「シカ類の動物地理と保全に関する研究」[7]